# Kennedy-Viertel
Das Kennedy-Viertel ist eine Großwohnsiedlung im Stadtteil Bloherfelde im westlichen Teil von Oldenburg. Es entstand in den 1960er und 1970er Jahren in drei Bauphasen als fortschrittliche, familienorientierte Stadtrandsiedlung des sozialen Wohnungsbaus im Grünen und bietet auf 36 Hektar Grundfläche etwa 1.000 meist größere Wohneinheiten.

## Geschichte
Mit von der Bundesregierung initiierten Demonstrativprogrammen sollte zu Beginn der 1960er Jahre dem Wohnungsmangel Einhalt geboten und zugleich gezeigt werden, wie modernes Wohnen im Grünen aussehen kann. Auch die Stadt Oldenburg wollte von diesem Vorhaben profitieren und plante unter Federführung von Baudirektor Friedrich Haßkamp eine Neubausiedlung im westlichen Stadtteil Bloherfelde. Drei Unternehmen wurden mit dem Bau von Wohnblocks sowie Reihen- und Einzelhäusern zwischen der Bloherfelder Straße und dem Osterkampsweg beauftragt. Die ersten Mieter zogen zum Jahreswechsel 1965/66 ein, in erster Linie Landesbedienstete und kinderreiche Familien.
Die Wohnungen entsprachen vom Zuschnitt und von der Ausstattung her den gängigen Typen des sozialen Wohnungsbaus der 1960er Jahre. Etwa ein Drittel der Wohnungen hatte keinen Balkon und keine Terrasse. Weiträumige Grün- und Rasenflächen umgaben als Abstandsgrün die mehrgeschossigen Wohngebäude.
In den Anfangsjahren war die Mieterfluktuation groß, da sich viele Bewohner nicht an die neuen Umstände gewöhnen konnten. Später stabilisierten sich die Verhältnisse und es bildete sich ein fester Bewohnerstamm heraus. Dennoch blieb das Viertel bis in die 1990er Jahre hinein ein sozialer Brennpunkt. Stadt, Wohnungsunternehmen und vielen Initiativen gelang es im Laufe der Zeit aber, mit Sozial- und Gemeinwesenarbeit, Sport- und Freizeitangeboten gegenzusteuern. 
In den Jahrzehnten nach dem Bau waren aus demografischen Gründen zunehmend kleinere Wohneinheiten gefragt. So gab es in den 1980er Jahren einen Wandel zur Studierendensiedlung mit Wohngemeinschaften nahe der Universität Oldenburg. In den 1990er Jahren waren es dann vermehrt Familien aus Osteuropa, die die großen und zugleich günstigen Wohnungen nachfragten. Als nachteilig bewertet wurde das Nebeneinander verschiedener Diasporen mit geringem Einkommen und überdurchschnittlich hohem Anteil Minderjähriger. 2007 ergab eine Studie von Helge Peters, dass das Viertel als Angstraum wahrgenommen wird.
1999 lebten etwa 2.200 Menschen im Viertel, von denen 17 Prozent einen Migrationshintergrund hatten. Um dem Wohnungsleerstand mit hoher Mieterfluktuation, dem Investitionsstau und dem geringen Prestige des Kennedy-Viertels zu begegnen, war es von 1999 bis 2014 in das Städtebauförderprogramm Stadtteile mit besonderem Entwicklungsbedarf – Soziale Stadt aufgenommen.

### Namensstreit
Erste Konflikte, die rund um das Kennedy-Viertel geschahen, entbrannten bereits in den 1960er Jahren. Anstoß der Diskussion war die Namensgebung des Neubauprojektes im Westen Oldenburgs mit dem Namen „Kennedy-Viertel“. Namensgeber war der 1963 verstorbene US-Präsident John F. Kennedy, der nicht nur in Amerika hohes Ansehen genoss. Im Oldenburger Stadtrat begann eine Diskussion darüber, ob die Namensgebung angemessen sei; schließlich hatte der US-Präsident trotz seiner hohen Popularität nicht nur Anhänger in Deutschland. Ein damaliger Senator von den Freien Demokraten ließ 1965 ausdrücklich im Protokoll festhalten, das er gegen den Namen „Kennedystraße“ votiert habe. Stimmen wie der damalige Ratsherr und spätere Oldenburger Oberbürgermeister Heinrich Niewerth der CDU äußerten sich positiv zu der Namensgebung der neu entstandenen Straße:

„Ich bin froh über den Vorschlag Kennedystraße. Wir können doch auch bei der Namensgebung von Straßen einem lebendigen zeitgeschichtlichen Bewußtsein  Ausdruck verleihen.“

Schlussendlich sollte der Vorschlag der Namensgebung nach dem ehemaligen US-Präsidenten gewinnen und bis heute Namensgeber für die Straße und das darum erstandene Viertel sein.